# Acadèmia Eslovaca de Ciències

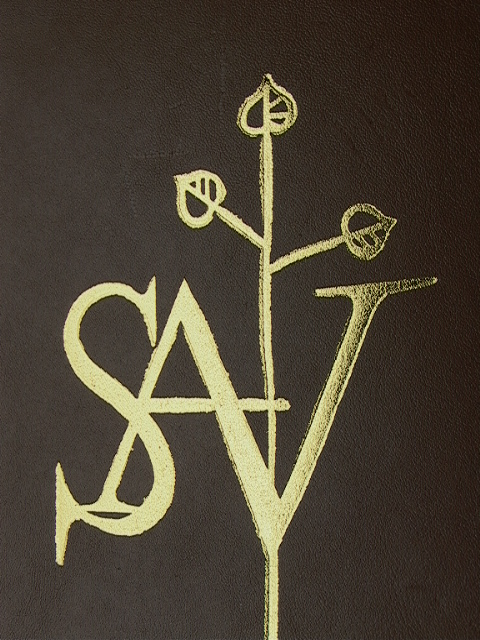
Emblema de la SAV

L'Acadèmia Eslovaca de Ciències SAV (en eslovac Slovenská akadémia vied) és la principal institució científica i de recerca a Eslovàquia, promovent recerca bàsica i estratègica. Va ser fundada el 1942, tancada després de la Segona Guerra Mundial, i refundada el 1953.
La seva funció principal és l'adquisició de nous coneixements en els camps de la natura, la societat i la tecnologia, i la seva tasca està específicament dirigida a assegurar una base científica per a l'avenç d'Eslovàquia. Comprèn 58 instituts científics i 13 institucions auxiliars. L'Acadèmia edita 44 revistes científiques i uns 100-120 monogràfics cada any. A més a més, 41 societats científiques i d'estudi, que agrupen científics i erudits de diverses disciplines, estan afiliades amb la SAV.
L'Acadèmia Eslovaca de Ciències s'encarrega de moltes publicacions, entre les quals:
- Acta Physica Slovaca
- Entomological problems
- Filozofia
- Geologica Carpathica
- Human Affairs
- Historia
- Interdisciplinary Toxicology
- Journal of Hydrology and Hydromechanics
- Mathematica Slovaca
- Organon F
- Slovak Review
- Sociologia - Slovak Sociological Review
- Studia psychologica